# Alejo Paleólogo (sebasto)
Alejo Ducas Paleólogo (en griego: Ἀλέξιος Δούκας Παλαιολόγος) fue un aristócrata bizantino del siglo XII, representante de la dinastía Paleólogo, que ostentaba el título honorífico de sebasto.
Alejo fue el tercer hijo del sebasto Jorge Paleólogo, general, ayudante y estrecho colaborador del emperador Alejo I Comneno. La conexión de Alejo con la familia de Jorge Paleólogo está confirmada por una monodia de León Megisto sobre los antepasados del gran heteriarca Jorge Paleólogo, dirigida a la esposa de este último, en la que se menciona que la madre de Alejo era descendiente de césar Juan Ducas y hermana de la esposa del emperador Alejo I Comneno. Esta información permite una identificación segura de la madre de Alejo con Ana Ducas, esposa de Jorge, quien era nieta del césar Juan Ducas y hermana menor de la emperatriz Irene Ducas, esposa de Alejo I. Alejo era el tercer hijo de Jorge Paleólogo y Ana Ducas, y era hermano menor de Andrónico y Nicéforo.
Alejo también es mencionado en un poema de Nicolás Calicles, dedicado a un icono de Cristo Salvador, decorado con una donación de su esposa Ana Ducas, quien, según Calicles, pertenecía a la familia Comneno. La información de Calicles complementa la información sobre la esposa de Alejo contenida en la monodia de León Megisto, quien afirma que la esposa de Alejo Paleólogo era hija del sebasto Alejo Comneno, quien a su vez era hijo del protosebastesto y gran doméstico de Occidente, Adriano, y de Ana, hija de la púrpura de la familia Duca, hija del emperador Constantino X Ducas. Esta información permite identificar a la esposa de Alejo Paleólogo con el nombre de Ana Ducas Comneno, que era hija de Alejo Ducas Comnene e Irene Sinadeno y nieta de Adriano Comneno y su esposa Zoe Ducas , la hija menor del emperador Constantino X Ducas, quien es mencionada por León Megisto con el nombre monástico de Ana.
Del poema de Calicles se desprende claramente que Alejo Paleólogo también tenía el título de sebasto, que se sabe que fue otorgado a todos los hijos de Jorge Paleólogo y Ana Ducas.
Alejo y Ana tuvieron tres hijos:
- Jorge Paleólogo, gran heteriarca
- Constantino Paleólogo, pansebasto
- Una hija cuyo nombre es desconocido.[1]